# Thiên hoàng Kōkaku
Thiên hoàng Quang Cách (光格天皇 (Quang Cách thiên hoàng) Kōkaku-tennō, 23 tháng 11, 1771 – 11 tháng 12, 1840) là vị Thiên hoàng thứ 119 của Nhật Bản, theo Danh sách Thiên hoàng truyền thống. Triều đại ông kéo dài từ năm 1780 đến 1817.

## Phả hệ
Ông có tên thật là Morohito (師仁; Sư Nhân), là con trai thứ 6 của Thân vương Sukehito (ông có tước là Kan'in-no-miya - một chức tước đứng đầu dòng nhánh của Hoàng gia Nhật Bản được Hoàng tử Naohito (con trai của Thiên hoàng Higashiyama) lập ra năm 1718 để tiếp tục duy trì ngôi Thiên hoàng sau khi dòng chính của Hoàng triều Nhật Bản khủng hoảng người thừa kế ngai vàng).
Thời còn niên thiếu, Thân vương Morohito được cha dự kiến đưa vào làm tu sĩ Phật giáo tại Đền thờ Shugoin.
Bước ngoặt xảy ra trong cuộc đời ông khi Thiên hoàng Go-Momozono sắp lâm chung mà không có người thừa kế. Năm 1779, Thiên hoàng vội vã nhận ông làm con nuôi để chuẩn bị thừa kế ngai vàng.

## Lên ngôi Thiên hoàng
Ngày 16 tháng 12 năm 1779, Thiên hoàng Go-Momozono băng hà và con nuôi là Thân vương Morohito chính thức kế vị, lấy hiệu là Thiên hoàng Kōkaku.
Là một người thông minh, cần mẫn; Kōkaku có nhiều hoạt động nhằm chấn hưng đất nước. Ông là tín đồ nhiệt thành với phát triển giáo dục và văn hóa, phục hồi lại các nghi lễ ở đền Iwashimizu và Kamono.

### Nạn đói Tenmei (1781)
Năm 1781 (Tenmei nguyên niên), Nhật Bản hứng chịu loạt khó khăn: núi lửa Iwaki và Asama phun trào và sự sụt giảm ánh nắng Mặt Trời làm thời tiết trở nên lạnh giá, làm hàng loạt cây trồng bị chết. Hơn nữa, Mạc phủ đánh thuế cao nhiều mặt hàng làm giá cả đội lên quá cao làm nhân dân thiếu lương thực trầm trọng, dẫn tới nạn đói lớn diễn ra ở phía đông bắc của đảo Honshū. Từ phía đông bắc của đảo, nạn đói lan nhanh sang làng thuộc vùng Tohoku, tỉnh Mutsu (hơn 10 vạn người chết). Tại phiên Hirosaki (Tsugaru), nạn đói làm chết mất phân nửa dân số tại vùng này. Tính chung toàn cục, nạn đói kéo dài từ 1781 đến 1786 làm tổng cộng 920.000 người chết. Trước tình hình đó, Thiên hoàng đề xuất với Shogun Tokugawa Ieharu một chương trình cứu đói cho nhân dân.

### Cải cách Kansei (1787)
Cuộc cải cách này do Matsudaira Sadanobu đề nghị với Shogun tiến hành. Những việc làm chính trong cuộc cải cách:
+ Giải quyết những khó khăn về kinh tế của những người hatamoto và go-kenin (đám bầy tôi thân tín của mạc phủ) đang gặp khó khăn kinh tế. Theo chính sách này, những món nợ nào họ ký trước đây thì cho phép thương lượng để thay đổi khế ước, còn các món nợ họ có đối với các tay fudasashi (hay kurayado) tức là những kẻ chuyên làm nghề đem tiền đổi lấy gạo trong kho của mạc phủ, hay cho vay nặng lãi, thì họ được xóa nợ. Kết quả của chính sách này là các tay fudasashi đã mất trắng một món nợ lớn là 118 vạn lạng.
+ Về tư tưởng, Sadanobu ra lệnh cấm tất cả những gì gọi là "dị học". Việc ấy nhằm cổ võ cho Chu tử học (được gọi là Seigaku = Chính học hay cái học đúng đắn) bởi vì nó đề cao "đại nghĩa danh phận", điều mà mạc phủ nghe rất xuôi tai. Ngoài đạo lý của Chu Hi thì tất cả những học phái khác đều bị nhà nước xem như là "dị học" (igaku), không được nghiên cứu hay đem ra giảng ở nhà học chính thức là Yushima seidô (Thang Đảo thánh đường) tức Khổng miếu nằm ở khu Yushima (khu Bunkyô bây giờ) thuộc Edo.
+ Về xuất bản sách báo, Sadanobu ra lệnh kiểm soát gắt gao việc xuất bản. Những gì có tính phúng thích hay phê phán chính trị đều bị kềm kẹp. Phải nói thêm là mạc phủ cũng nhân đó mà chấn chỉnh phong tục. Hayashi Shihei (Lâm Tử Bình, 1738-1793), một nhà kinh tế, trong khi đi dò la về người ngoại quốc ở Nagasaki, đã xuất bản sách Sangoku Tsuuran Zusetsu (Tam Quốc Thông Lãm Đồ Thuyết) và Kaikoku Heidan (Hải Quốc Binh Đàm), nội dung phê bình mạc phủ thiếu kế sách phòng thủ bờ biển. Nhất là trong Kaikoku Heitan, Hayashi Shihei viết: "Edo là đất thang mộc (hizamoto) của mạc phủ thế mà mạc phủ không nghĩ tới việc phòng thủ cửa biển Edo. Thật là một điều quái lạ. Từ khu Nihonbashi của Edo trở ra, tất cả chỉ là một con đường thủy nối đến tận Hà Lan và Trung Quốc chứ có thấy biên giới nào đâu!". Mạc phủ nổi giận, cho rằng Hayashi đã mê hoặc lòng người, năm 1792 (Kansei 4) xử ông án cấm cố. Và để ông khỏi có thể xuất bản thêm một lần thứ hai, nhà nước đã tịch thu cả bản khắc gỗ (hangi).
+ Về phong tục tập quán, Mạc phủ cấm cả phong tục onnna kamiyui (phụ nữ hành nghề bới tóc, cạo trán cho đàn ông) hay danjo kon.yoku (đàn ông đàn bà tắm chung). Những qui chế này đã giúp quyền uy mạc phủ củng cố được một thời gian thế nhưng việc cưỡng ép dân chúng phải khắc khổ và kiệm ước đã sinh ra sự bất mãn nơi họ. Những câu vè, câu ca có ý phúng thích về Sadanobu đã nói lên điều đó.

### Đối ngoại[9]
Năm 1792, Nữ hoàng Ekaterina II của Nga đã gửi sứ thần Adam Erikovich Laxman (có Daikokuya Kodayu, 1751-1828, một thương lái người Nhật bị bão giạt tới Nga, tháp tùng) đến Nemuro trên Ezochi. Laxman nhân chuyến đi mà trả ông ta về bản quán. Lúc ấy, Laxman yêu cầu được thông thương với Nhật nhưng mạc phủ vì vẫn theo quy định ngoại giao rất hạn chế áp dụng từ trước đến nay nên rất khó lòng.
Để giải quyết việc này, Sadanobu hạ lệnh trao cho Laxman tín bài (shinbai) tức giấy phép để người Nga có quyền cập bến Nagasaki. Thế nhưng Laxman chẳng xuống Nagasaki, chỉ mang tín bài về nước. Thế là Mạc phủ cho tiến hành điều tra và đo đạc các vùng đất để phòng thủ bờ biển. Vào năm 1804 (Bunka nguyên niên), Sa hoàng Aleksandr I của Nga lại một đoàn khác, lần này sứ thần là Nicolai Petrovitch Rezanov (1764-1807). Ông ta đem tín bài ấy đến yêu cầu thông thương và cập bến Nagasaki nhưng gặp phải phản ứng lãnh đạm của mạc phủ. Kết cuộc, nhân danh "tỏa quốc là tổ pháp" (luật có từ đời tổ tiên), mạc phủ lại cự tuyệt giao thương với họ. Có lẽ vì lý do đó mà sang năm sau, người Nga đã tấn công các trạm gác và ngư dân ở hai đảo Karafuto (Hoa Thái) và Etorofu (Trạch Tróc) để trả đũa.
Khi biết được liệt cường nhòm ngó và tìm cách tiến gần với mình, Mạc phủ không còn tỏ ra hòa nhã, hiếu khách, cấp nước và cấp củi cho các tàu ngoại quốc nữa. Shogun lập chức quan bugyô quản lý trực tiếp vùng Ezochi và ra lệnh cho các phiên trấn miền Tôhoku (Đông Bắc Honshu) phải tổ chức canh phòng và báo động vùng duyên hải Ezochi.
Sau đó đã xảy ra sự cố chiến hạm Phaeton năm 1808 (Bunka 5). Vào đầu thế kỷ 19, khi nước Pháp của Hoàng đế Napoléon Bonaparte chinh phục Hà Lan rồi thì nước Anh để đối kháng lại họ, đã đoạt hết tất cả căn cứ mà người Hà Lan lập ra trên Biển Đông. Trong quá trình diễn tiến, quân hạm Phaeton của Anh, nhân đánh đuổi một thuyền Hà Lan -lúc đó là địch quốc - nên xâm phạm hải cảng Nagasaki. Lính Anh trên chiếc Phaeton đã bắt người trong Thương quán Hà Lan làm con tin, chẳng những thế, đoạt lấy củi và nước, rồi kéo đi mất.Chức bugyô của Nagasaki là Matsudaira Yasuhide (Tùng Bình, Khang Anh) bị hỏi tội nên phải tự sát để lãnh trách nhiệm, còn người có nhiệm vụ bảo vệ an ninh của Nagasaki là lãnh chúa phiên Saga thì bị mạc phủ xử phạt.
Tiếp đến, năm 1811, lại xảy ra vụ Golovnin. Nguyên do là ông này trong lúc đi đo đạc hải vực phía nam đảo Chishima (Kurils), bị tuần cảnh của Nhật bắt được khi ông đổ bộ lên đảo Kunashiri. Ông bị đưa về Hakodate (sau đó là Matsumae) để giam giữ. Biết tin này, Sa hoàng là Aleksandr I của Nga ra lệnh câu lưu nhà buôn Nhật gốc người vùng Awaji (gần Kobe) là Takada Yakahê (Cao Điền, Ốc Gia Binh Vệ) đang khai thác thương mại trên tuyến đường Etorofu (Trạch Tróc). Takada đã đấu tranh liên tục cho Golovnin được phóng thích. Rốt cuộc đến năm 1813 (Bunka 10) thì cả hai đều được tha về và sự kiện này được giải quyết

### Khoa học kỹ thuật

#### Địa lý, thiên văn[9]
Hoạt động thám hiểm quanh Nhật Bản diễn ra mạnh mẽ. Năm 1798 (Kansei 10), Kondo Jozo (Cận Đằng Trọng Tàng, 1771-1829) đã đi thám hiểm và điều tra các đảo Chishima (Kuriles). Nhân đó mà năm sau,vùng Higashi-Ezochi tức vùng phía đông của Ezochi (nay thuộc phân nửa phía nam Hokkaidô) trở thành đất Nhật Bản trực tiếp cai quản. Tiếp theo vào năm 1808 (Bunka 5) và bước qua năm sau, một nhà thám hiểm và chuyên gia đo đạc, Mamiya Rinzô (Gian Cung, Lâm Tàng, 1775-1844) đã thám hiểm và điều tra vùng hạ lưu Hắc Long Giang (Heilung Jiang), nhân đó mới biết Karafuto (Sakhalin) là một hòn đảo. Chỗ eo biển ngăn chia vùng ven lục địa với Karafuto (Sakhalin) ngày nay vì thế mang tên "eo biển Mamiya" để nhớ đến sự khám phá của ông.
Người vùng Shimoza Sawara là Ino Tadataka (Y Năng Trung Kính, 1745-1818) nhà địa lý và đo đạc, từng theo học một nhân vật làm ở Sở Thiên Văn của mạc phủ là Takahashi Yoshitoki (Cao Kiều Chí Thì). Ban đầu Inô chỉ đo đạc vùng Ezochi sau nới rộng ra, đi khắp nước đo tại chỗ. Kết quả là các đệ tử của ông đã hoàn thành vào năm 1821 (Bunsei 4) tấm Đại Nhật Bản Duyên Hải Dự Toàn Đồ (Bản đồ toàn thể vùng ven biển và các đảo Nhật Bản). Bức ấy được gọi là Inôzu (Bản đồ của ông Inô) cho gọn nhưng chính ra nó được vẽ theo ba khổ đại, trung, tiểu khác nhau và có kẻ đường ven biển cũng như các kinh tuyến, vĩ tuyến rất chính xác.

#### Khoa học tự nhiên
Dựa trên quan sát bầu trời, Sở Thiên văn của mạc phủ (Tenmonkata) đã tính toán và làm ra lịch Kanseireki. Hoạt động dịch thuật phát triển mạnh với việc Shibukawa Shunkai dồn công sức vào việc dịch sách phương Tây trong nhiều lãnh vực kể cả thiên văn và trắc địa (geodesy). Shidzuki Tadao cũng ra công dịch một quyển sách của một y sĩ người Đức làm việc tại Thương quán Hà-Lan ở Nagasaki tên là Engelbert Kaempfer (1651-1716), người chỉ sống hai năm (1690-92) nhưng hiểu sâu biết rộng về Nhật. Quyển sách dịch ấy tên là Nihonshi (Nhật Bản Chí) đề cập đến lịch sử, địa lý và văn hóa của Nhật và rất nổi tiếng. Shidzuki cũng là người học được thiên văn, vật lý nên đã soạn ra quyển Rekishô Shinsho (Lịch tượng tân thư), giới thiệu thuyết trọng lực của vạn vật (banyuu inryoku-setsu = theory of universal gravitation) của Newton bàn về sức hút và thuyết địa động (chidôsetsu = Corpenian heliocentric theory) của Copernic chủ trương trái đất quay quanh mặt trời, cho người Nhật.
Cuối thời Kōkaku, động đất xảy ra liên tục: phía tây bắc Honshu và đảo Sado (1802, 1810) làm nhiều người dân chết
Ngày 7 tháng 5 năm 1817, Kōkaku thoái vị và nhường ngôi cho con trai thứ tư là Thân vương Ayahito. Thân vương sẽ lên ngôi, lấy hiệu là Thiên hoàng Ninkō.

### Kugyō
- Sesshō, Kujo Naozane, 1779-1785
- Kampaku, Kujo Naozane, 1785-1787
- Quan bạch: Takatsukasa Sukehira, 1787-1791
- Quan bạch: Ichijo Teruyoshi, 1791-1795
- Quan bạch: Takatsukasa Masahiro, 1795-1814
- Quan bạch: Ichijo Tadayoshi, 1814-1823
- tả đại thần
- hữu đại thần
- nội đại thần
- Đại nạp ngôn

### Niên hiệu
- An'ei (1772-1781)
- Tenmei (1781-1789)
- Kansei (1789-1801)
- Kyowa (1801-1804)
- Bunka (1804-1818)

## Gia đình
- Hoàng hậu: Nội Thân vương Yoshiko (欣子内親王; 11/3/1779 - 11/8/1846), là con gái duy nhất còn sống của Thiên hoàng Go-Momozono.
- Phi tần:
  - Không rõ.
  - Hamuro Yoriko (葉室頼子; 1773 - 1846), là con gái của Hamuro Yorihiro.
  - Kajyūji Tadako (勧修寺婧子; 1780 - 1843), là con gái của Kajyūji Tsunehaya.
  - Takano Masako (高野正子; 1774 - 1846), là con gái của Takano Yasuka.
  - Anekouji Toshiko (姉小路聡子; 1794 - 1888), là con gái của Anekouji Kōsō.
  - Higashiboujo Kazuko (東坊城和子; 1782 - 1811), là con gái của Higashiboujo Masunaga.
  - Tominokōji Akiko (富小路明子; ? - 1828), là con gái của Tominokōji Sadanao.
  - Nagahashi-no-tsubone (? - ?).
- Con cái:
  - Công chúa Kaijin'in (開示院宮; 1789 - 1789), mẹ là Phi tần không rõ tên tuổi. Chết non khi chưa ra đời.
  - Thân vương Ayahito (礼仁親王; 1790 - 1791), mẹ là Hamuro Yoriko. Chết yểu.
  - Công chúa Juraku'in (受楽院宮; 1792 - 1792), mẹ là Nagahashi-no-tsubone. Chết non khi chưa ra đời.
  - Công chúa Noto (能布宮; 1792 - 1793), mẹ là Hamuro Yoriko. Chết yểu.
  - Hoàng tử Toshi (俊宮; 1793 - 1794), mẹ là Hamuro Yoriko. Chết yểu.
  - Thân vương Masuhito (温仁親王; 1800 - 1800), mẹ là Yoshiko. Chết non khi chưa ra đời.
  - Thân vương Ayahito (恵仁親王; 1800 - 1846), mẹ là Kajyūji Tadako. Lên ngôi, tức Thiên hoàng Ninko.
  - Công chúa Tashi (多祉宮; 1808 - 1808), mẹ là Kajyūji Tadako. Chết non khi chưa ra đời.
  - Thân vương Katsura-no-Miya Takehito (桂宮盛仁親王; 1810 - 1811), mẹ là Higashiboujo Kazuko. Chết yểu.
  - Công chúa Reimyoshin'in (霊妙心院宮; 1811 - 1811), mẹ là Higashiboujo Kazuko. Chết non khi chưa ra đời.
  - Hoàng tử Ishi (猗宮; 1815 - 1819), mẹ là Takano Masako. Chết yểu.
  - Thân vương Toshihito (悦仁親王; 1816 - 1821), mẹ là Yoshiko. Chết yểu.
  - Công chúa Nori (娍宮; 1817 - 1819), mẹ là Kajyūji Tadako. Chết yểu.
  - Công chúa Eijun (永潤女王; 1820 - 1830), mẹ là Anekouji Toshiko. Chết yểu.
  - Công chúa Haru (治宮; 1822 - 1822), mẹ là Anekouji Toshiko. Chết yểu.
  - Nội Thân vương Shinko (蓁子内親王; 1824 - 1842), mẹ là Anekouji Toshiko.
  - Công chúa Seisho (聖清女王; 1826 - 1827), mẹ là Anekouji Toshiko. Chết yểu.
  - Công chúa Katsu (勝宮; 1826 - 1827), mẹ là  Tominokōji Akiko. Chết yểu.
  - Hoàng tử Kana (嘉糯宮; 1833 - 1835), mẹ là Anekouji Toshiko. Chết yểu.